# Бріуни
Бріу́ни - Бріоні, (Isole Brioni,хорв. Brioni - Brijuni) — група островів у північній частині Адріатичного моря, біля західного узбережжя Істрії, що належать Хорватії. З 27 жовтня 1983 року є національним парком.

## Опис

Бріони складаються з 14 островів і рифів загальною площею 36,3 км². Берегова лінія сильно порізана, загальна протяжність — 37,8 км. Острови відділені від материка протокою Фажана і розташовані за 6 км від міста Пули, місцевого адміністративного центру.
Найбільші острови — Велий Бріон (5,7 км²), Малий Бріон (1,7 км²) і острів Ванга (0,18 км²).
Територія Бріони, на відміну від більшості інших островів Адріатики, рівнинна і вкрита субтропічною рослинністю.

## Природа
Ґрунт — товстий шар червонозему, що в поєднанні з помірним кліматом і високою відносною вологістю дає хороші умови для зростання субтропічної рослинності, яка на цих островах надзвичайно багата: тут ростуть середземноморські дуби, лаври, сосни, оливкові дерева й розмарин. Крім того, на Бріунах можна побачити цінні породи кедра, пінії, евкаліпта, мирта, олеандра та безліч інших дерев і рослин — бріунські вічнозелені дубові ліси не дарма вважаються одними з найкрасивіших у Хорватії.
У воді тут водяться морські їжаки — ознака чистоти води.

## Історія

### Стародавність і середньовіччя
Бріуни були заселені з доісторичних часів, перші сліди поселенців відносяться до 3000 року до нашої ери, тобто до ранньої Бронзової доби. У різні часи островами володіли іллірійці, кельти, римляни, остготи, візантійці.
На території архіпелагу розташована безліч культурно-історичних пам'яток: римський палац I-II століття, римська в'язниця, храм Венери, візантійський Каструм, базиліка Св. Марії V-VI століть, церква Св. Германа XV століття.

### XIX століття
До XIX століття острови в основному використовувалися як каменоломені. Деякий час острови належали Венеції, тоді Наполеон I Бонапарт приєднав їх до Ілліріанської провінції своєї Імперії.

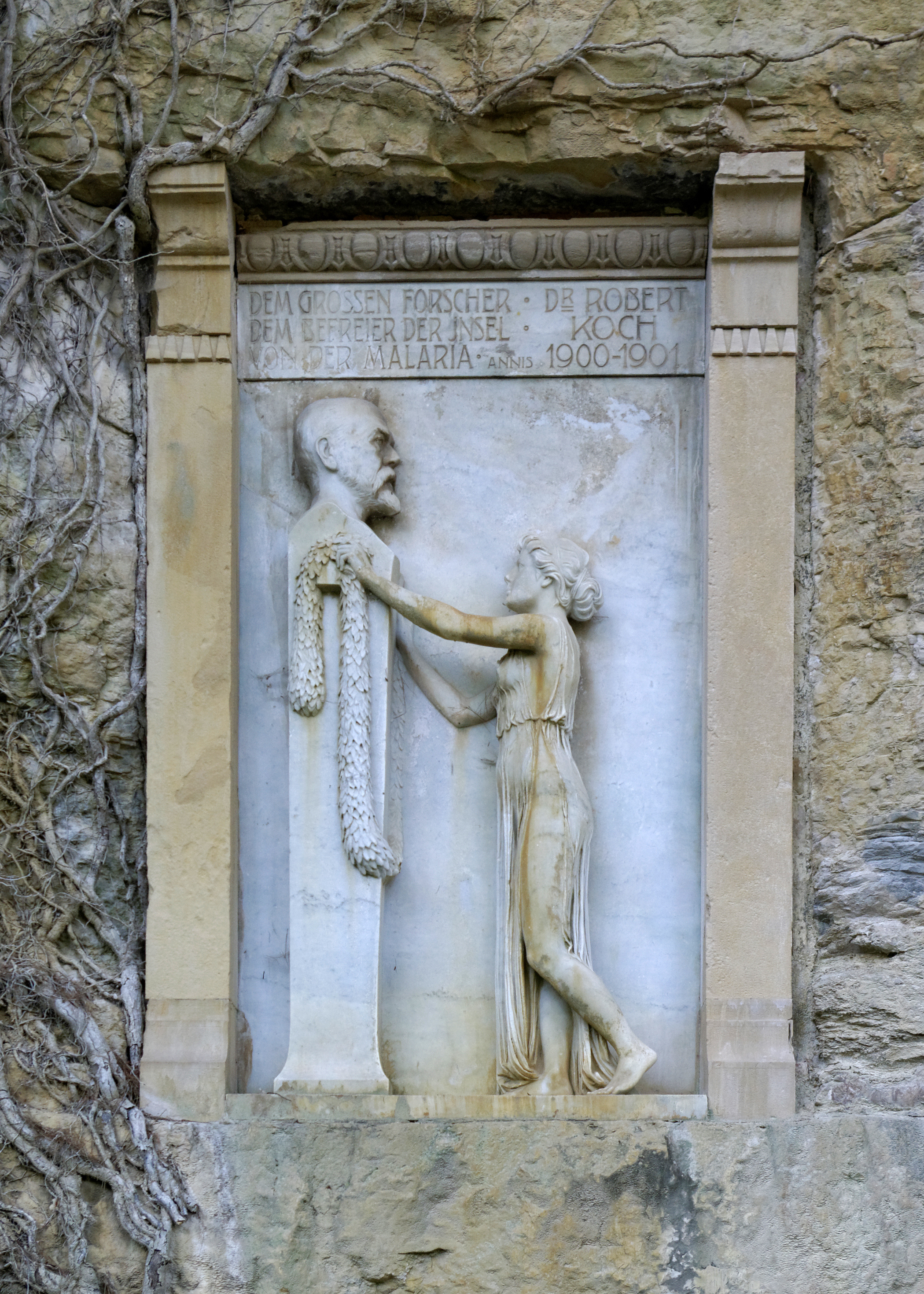
Пам'ятник Роберту Коху та боротьбі з малярією на Великому Бріуні

У 1815 році Бріуни стали частиною Австрійської імперії і, відповідно, Австро-Угорщини — в цей час камінь з островів доставлялося для будівництва в Відень і Берлін. Після заснування морської бази в Пулі на Бріоні для захисту бази було розпочато будівництво бастіонів і батарей. Було побудовано два великих форти на острові Малий Бріун і п'ять маленьких фортів на Велому Бріоні.
У 1893 році, після відходу Австро-Угорського флоту, весь архіпелаг був куплений австрійським сталевим магнатом Паулем Купельвізером за 100 тисяч марок. Купельвізер розпочав проект з перетворення островів в ексклюзивний літній курорт і санаторій. Були розпочаті роботи з будівництва прогулянкових зон, плавальних басейнів, стаєнь і спортивних майданчиків. Однак, будівництво виявилося під загрозою малярії, спалахи якої сталися в літні місяці. Навіть сам Купельвізер заразився цим захворюванням. На рубежі століть Купельвізер запросив відомого лікаря Роберта Коха, який на той часи займався вивченням різних форм малярії та лікування, заснованого на застосуванні хініну. Кох прийняв запрошення і провів на Бріуні два роки — з 1900 по 1902. Згідно з інструкціями Коха всі ставки і болота, в яких мешкали малярійні комарі, були осушені, а пацієнтам призначено лікування хініном. Таким чином, малярія була переможена в 1902 році, і Купельвізер поставив Коху пам'ятник, який досі стоїть поблизу від Церкви святого Германа XV століття.
Перші гості відвідали архіпелаг ще в 1896 році, однак збільшення кількості туристів почалося після перемоги малярії, починаючи з 1903 року. Хоча Купельвізер вже придбав два човни для зв'язку острова з материком, було необхідно престижніше судно для багатих клієнтів. Він замовив нове судно, оснащене дизельним двигуном, яке було першим у своєму класі в світовому суднобудуванні. Судно, назване «Brioni III», забезпечувало поштові та пасажирські перевезення в наступні десятиліття, пережило обидві світові війни і знаходилося на службі до 1960-х років. До 1913 року було завершено будівництво готельного комплексу, що включає 320 кімнат, і десяти вілл. Слідом був побудований новий причал, пошта, телефонна станція, з'явилося близько 50 доріг і стежок, а також великий пляж. Крім того, були побудовані такі споруди, як внутрішній плавальний басейн з підігрітою морською водою, казино, іподром, тенісні корти і різні спортивні майданчики, включаючи найбільший в Європі поле для гольфу, має 18 лунок і сумарну довжину доріжок 5850 метрів. Регулярно проводилися вітрильні регати. Курорт став популярним місцем відпочинку для європейської еліти, і в місцевих газетах, що видавалися з 1910 по 1915 рік, регулярно публікувалися новини про приїзд відомих членів аристократичних, культурних, наукових і промислових кіл.

### Між Світовими війнами

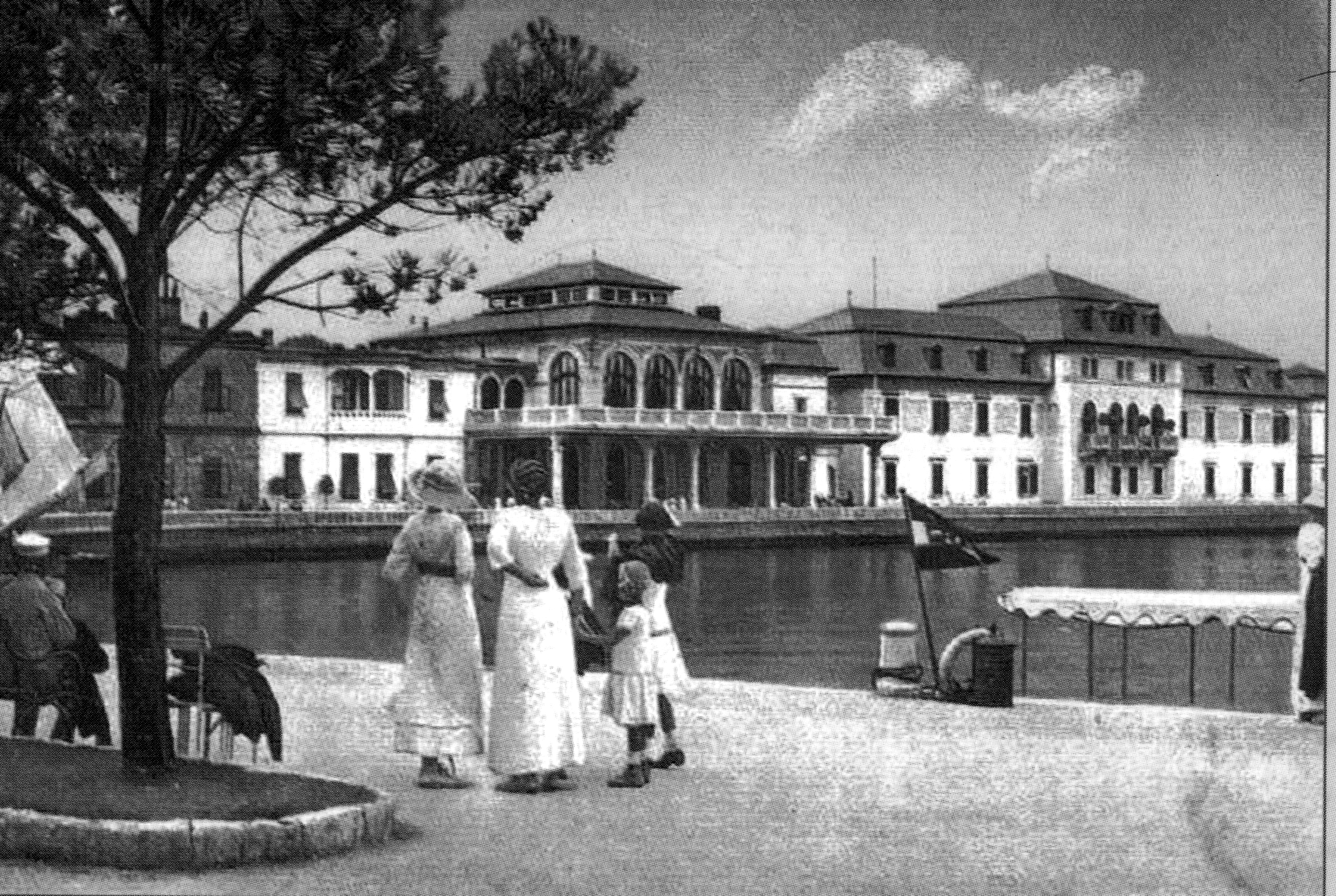
Листівка початку XX століття, що ілюструє курортний відпочинок

Хоча острів швидко набув популярності як ексклюзивний літній курорт, плани Купельвізора щодо подальшого розвитку були перервані Першою світовою війною, коли близько 2600 солдатів Австро-Угорщини були розміщені на архіпелазі. Після закінчення війни вся Істрія, включаючи острови, перейшла під контроль Італії, але Бріони залишилися у власності сім'ї Купельвізера. Спадкоємець Пауля Купельвізера, його син Карл Купельвізер, намагався зберегти курорт, але після економічної кризи, що слідувала за подіями Чорного четверга, він збанкрутував і покінчив життя самогубством.
У 1924 році на островах жив та провадив дослідження відомий буковинський природознавець Костянтин Гормузакі.
У 1936 році острови перейшли під юрисдикцію Міністерства фінансів Італії. Незабаром після цього був організований щоденний рейс гідролітака на Бріони, але початок Другої світової війни завершив цей новий період процвітання. Архіпелаг був знову перетворений на військово-морську базу і кілька разів протягом війни піддавався авіанальоту. При бомбардуванні 25 квітня 1945 року були повністю зруйновані або істотно пошкоджені два готелі, безліч будинків і значна частина набережної.

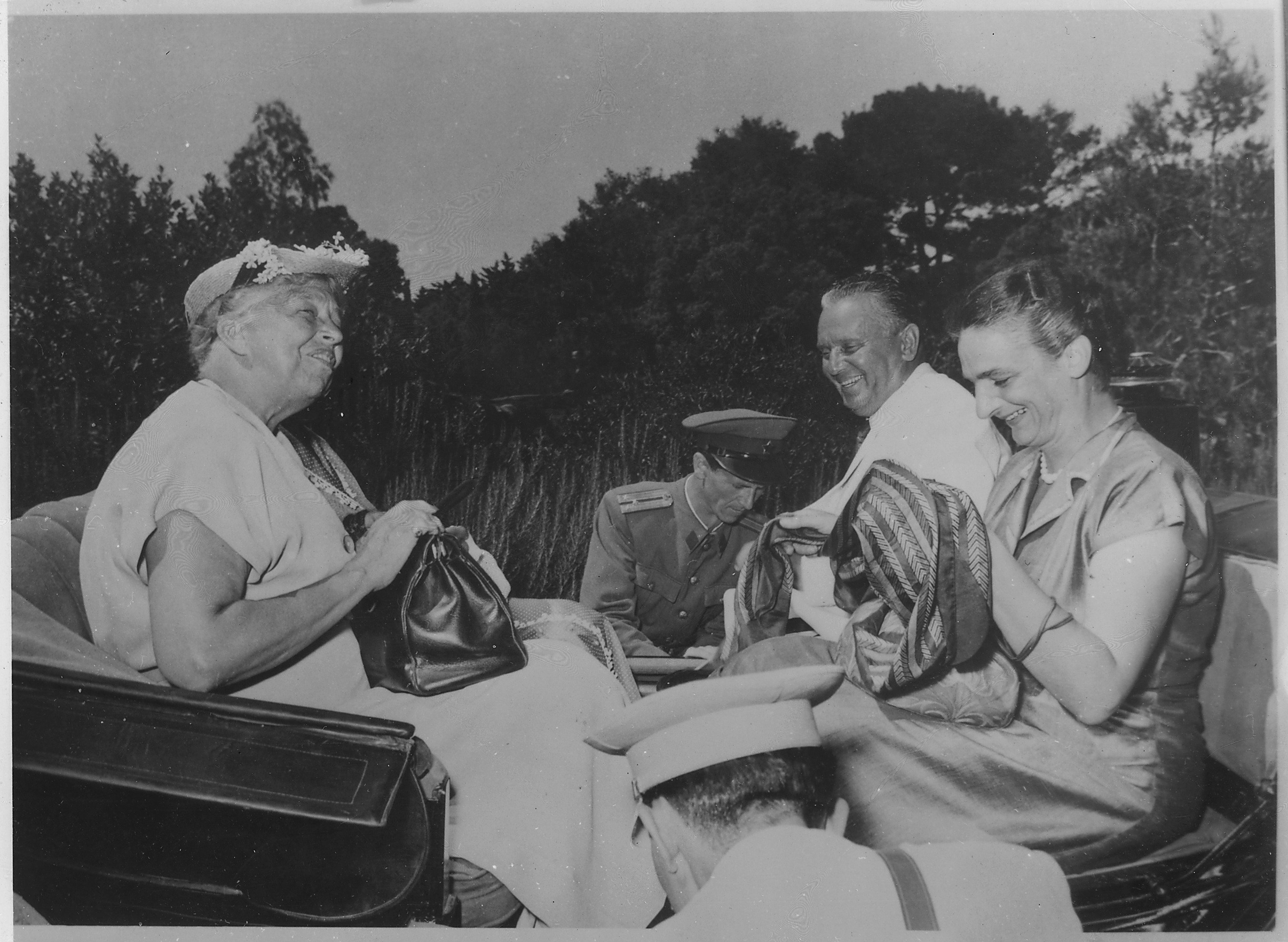

### Соціалістична Югославія
Після Другої світової війни Велий Бріон був перетворений на розкішну літню резиденцію Йосипа Броз Тіто. Тіто використовував острів з червня 1947 року по серпень 1979 для прийому закордонних високопоставлених осіб.
У 1978 році в північній частині острова Велий Бріон був створений сафарі-парк, що зайняв площу в 9 га. У парку мешкають екзотичні тварини, велика частина яких була подарована Йосипу Броз Тіто главами держав — членів Руху неприєднання.
У жовтні 1983 року на території архіпелагу був організований національний парк.

### Незалежна Хорватія
З початку 1990-х років вілли на островах Вангу, Галія та Мадонна на захід від Велого Бріона використовувалися як літні резиденції президента Хорватії і цілий рік охоронялися маленьким армійським гарнізоном, дислокованим на островах. Однак через нестачу державного фінансування існуючої інфраструктури і заборони на нове будівництво, обумовленого статусом національного парку та зони, що охороняється, до 2000 року курорти Великого Бріуна і архіпелагу в цілому прийшли в занепад.

### Сучасний стан
У серпні 2009 року газета «The Independent» повідомила, що уряд Хорватії виставив острова на продаж, запросивши 1,2 мільярда євро за Великий Бріун і 2,5 мільярди за весь архіпелаг, проте пізніше новина була спростована в хорватських ЗМІ жупаном Істрійської жупанії Іваном Яковчичем, президентом Степаном Месичем і прем'єр-міністром Ядранкою Косор. Станом на 2009 рік існують плани з модернізації існуючих готелів як мінімум до чотирьох зірок, модернізації систем каналізації та енергопостачання. План, розроблений в рамках проекту «Brijuni Rivijera» включає перетворення архіпелагу Бріуни в розкішний туристичний курорт, який передбачає розміщення 800 відпочиваючих.

## Галерея

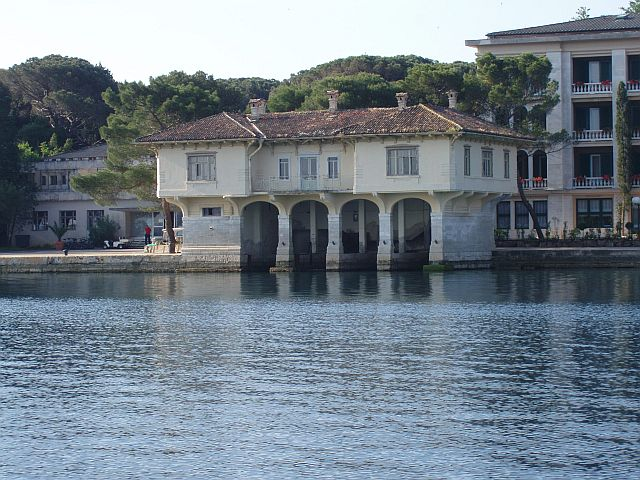
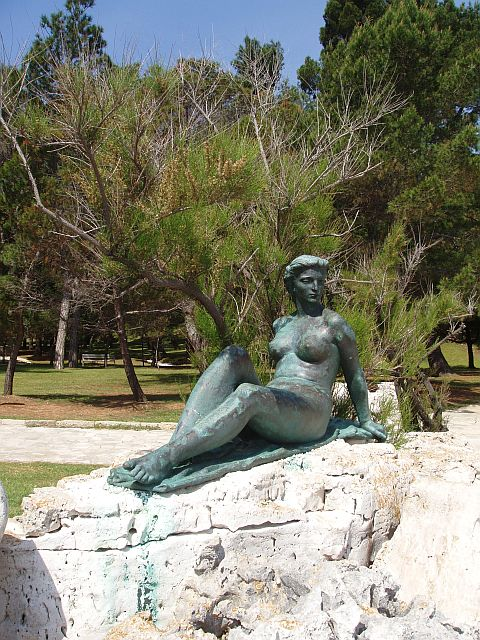
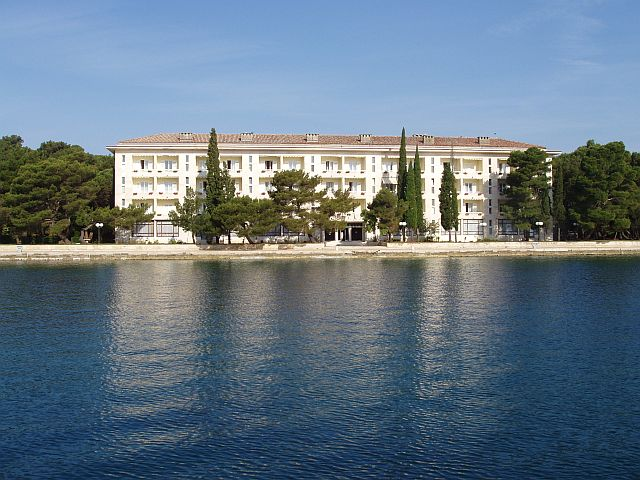
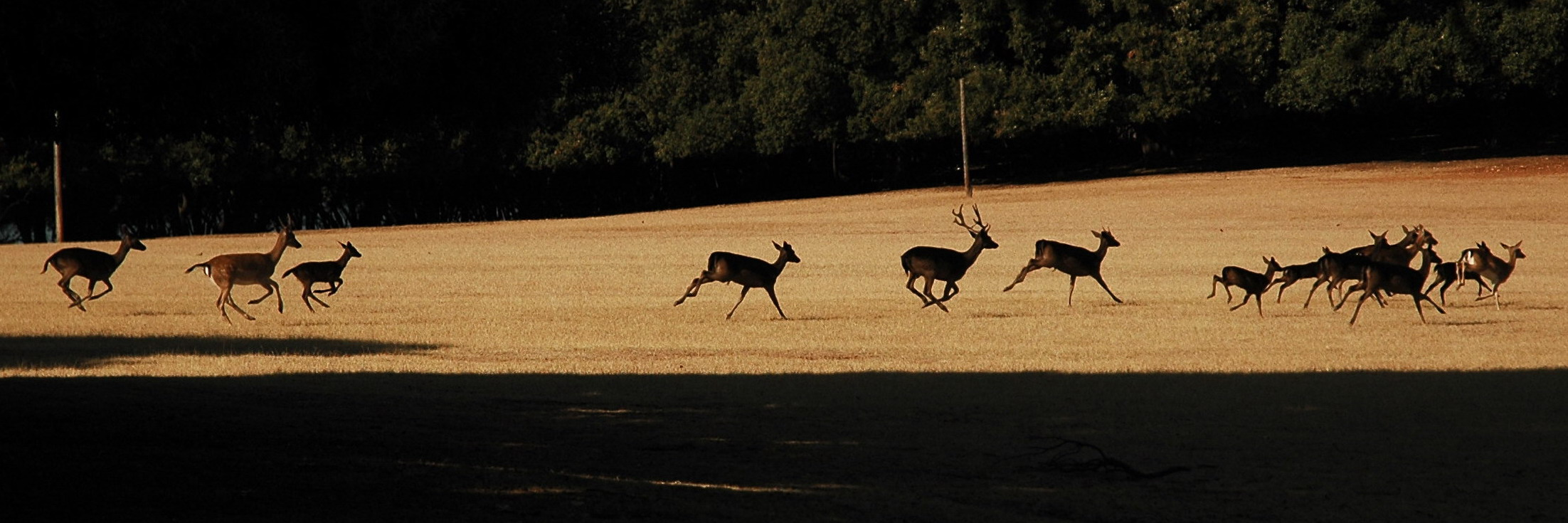
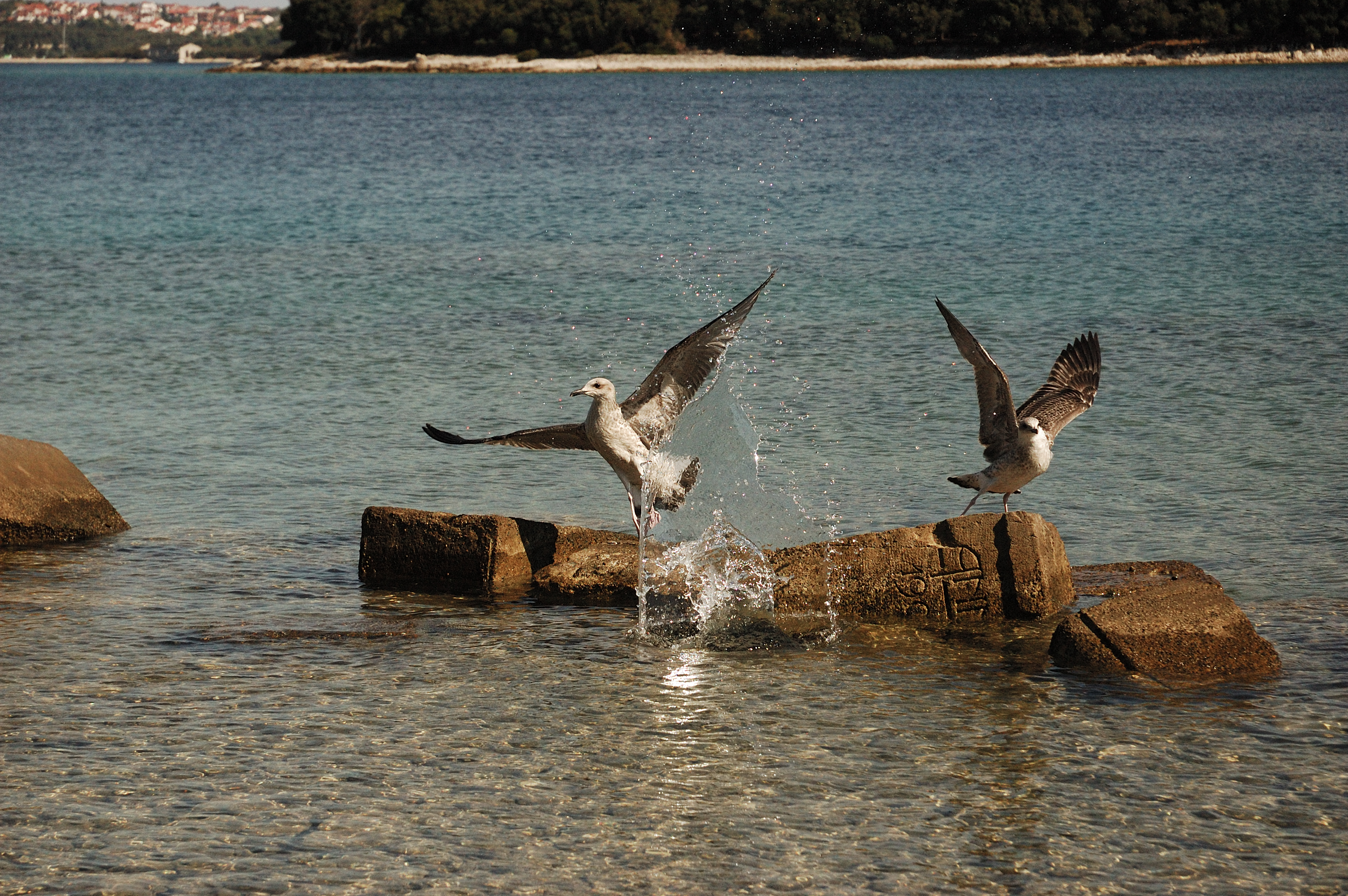
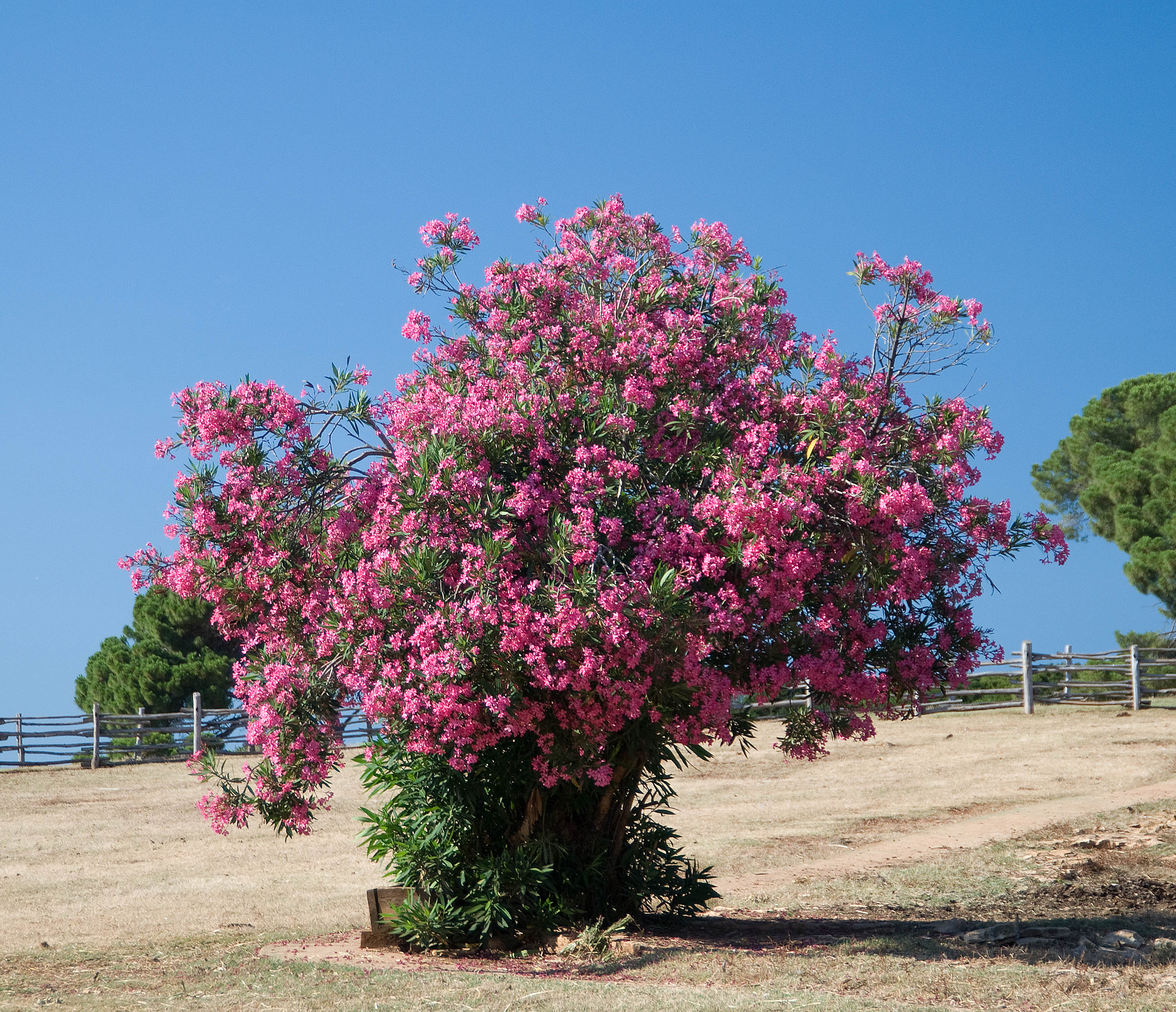